# Rhodesiella
Rhodesiella är ett släkte av tvåvingar. Rhodesiella ingår i familjen fritflugor.

## Dottertaxa tillRhodesiella, i alfabetisk ordning[1][2]
- Rhodesiella aberrans
- Rhodesiella achala
- Rhodesiella adamsi
- Rhodesiella aeneifrons
- Rhodesiella africana
- Rhodesiella albicapilla
- Rhodesiella albiseta
- Rhodesiella amnoni
- Rhodesiella annulata
- Rhodesiella antennalis
- Rhodesiella atrifrons
- Rhodesiella basiflava
- Rhodesiella basilewskyi
- Rhodesiella beckmeijerei
- Rhodesiella bhutanensis
- Rhodesiella bicolor
- Rhodesiella bihumeralis
- Rhodesiella boharti
- Rhodesiella brevipedalis
- Rhodesiella brevipilosa
- Rhodesiella brimleyi
- Rhodesiella ceylonica
- Rhodesiella chirapunjiensis
- Rhodesiella chosonica
- Rhodesiella chui
- Rhodesiella confluens
- Rhodesiella conica
- Rhodesiella cuneata
- Rhodesiella deciorbitalis
- Rhodesiella depressa
- Rhodesiella digitata
- Rhodesiella dimidiata
- Rhodesiella divergens
- Rhodesiella elagiriensis
- Rhodesiella elegantula
- Rhodesiella fedtshenkoi
- Rhodesiella femoralis
- Rhodesiella femorata
- Rhodesiella finitima
- Rhodesiella flavitarsis
- Rhodesiella flavitibia
- Rhodesiella flavofemorata
- Rhodesiella formosa
- Rhodesiella foveata
- Rhodesiella fujianensis
- Rhodesiella grandis
- Rhodesiella guangdongensis
- Rhodesiella hainana
- Rhodesiella hexachaeta
- Rhodesiella himalayensis
- Rhodesiella hirtimana
- Rhodesiella indica
- Rhodesiella indicum
- Rhodesiella inexpectata
- Rhodesiella infumata
- Rhodesiella intermedia
- Rhodesiella janabilensis
- Rhodesiella kalinga
- Rhodesiella kanoi
- Rhodesiella khasiensis
- Rhodesiella kholaensis
- Rhodesiella kodayarensis
- Rhodesiella kovacsi
- Rhodesiella kunmingana
- Rhodesiella latipennis
- Rhodesiella latizona
- Rhodesiella leleupi
- Rhodesiella lobulata
- Rhodesiella longicosta
- Rhodesiella longicronis
- Rhodesiella longistyli
- Rhodesiella lucidifrons
- Rhodesiella lungleiensis
- Rhodesiella lutea
- Rhodesiella luteoterminalis
- Rhodesiella macgregori
- Rhodesiella magna
- Rhodesiella manii
- Rhodesiella manipurensis
- Rhodesiella meghalayensis
- Rhodesiella mirae
- Rhodesiella mizoramensis
- Rhodesiella monticola
- Rhodesiella nana
- Rhodesiella nangpoensis
- Rhodesiella narendrani
- Rhodesiella neofemoralis
- Rhodesiella nepalensis
- Rhodesiella nigrifrons
- Rhodesiella nigrimana
- Rhodesiella nigritibia
- Rhodesiella nigrovenosa
- Rhodesiella nitidifrons
- Rhodesiella nitifrons
- Rhodesiella nobilis
- Rhodesiella normalis
- Rhodesiella numeralis
- Rhodesiella obcampanulata
- Rhodesiella octoseta
- Rhodesiella orientalis
- Rhodesiella orthoneura
- Rhodesiella pallipes
- Rhodesiella pellucida
- Rhodesiella pernigra
- Rhodesiella planiscutellata
- Rhodesiella plumiger
- Rhodesiella postinigra
- Rhodesiella proxima
- Rhodesiella punctifrons
- Rhodesiella quadrilineata
- Rhodesiella quadriseta
- Rhodesiella quinquaginosa
- Rhodesiella regina
- Rhodesiella rotundata
- Rhodesiella rubrofrontata
- Rhodesiella rubrohalterata
- Rhodesiella rugosa
- Rhodesiella ruiliensis
- Rhodesiella sabroskyi
- Rhodesiella sahyadriensis
- Rhodesiella sanctijohani
- Rhodesiella sauteri
- Rhodesiella scutellata
- Rhodesiella serrata
- Rhodesiella sexseta
- Rhodesiella simulans
- Rhodesiella stipula
- Rhodesiella subditica
- Rhodesiella sumatrensis
- Rhodesiella tarsalis
- Rhodesiella terminalis
- Rhodesiella tibiella
- Rhodesiella travancorensis
- Rhodesiella triangularis
- Rhodesiella triinfuscata
- Rhodesiella tripectinata
- Rhodesiella trispinosa
- Rhodesiella typica
- Rhodesiella validissima
- Rhodesiella vamagishii
- Rhodesiella varicornis
- Rhodesiella viridfrons
- Rhodesiella xizangensis
- Rhodesiella yamagishii
- Rhodesiella yunnanensis
- Rhodesiella zonalis